# Franz Wrenk
Franz Wrenk ou Franc Wrenk (Duché de Carniole, 1766-1830) est un graveur carniolien.

## Biographie
Wrenk apprend d'abord la gravure sur cuivre auprès d'Ivan Mihael Kauperz, puis devient le premier disciple de Van Schupa et Van der Bruggen.
Franz Wrenk étudie à l'Académie des beaux-arts de Vienne, où il est un élève de Johann Jacobé, graveur célèbre pour ses gravures en manière noire. Il reçoit pour une gravure une médaille d'or de l'institution en 1794.
Plus tard, il trouve un poste de dessinateur à l'Académie d'ingénierie de Vienne, de 1795 à sa mort,.
Il meurt à Vienne le 1er février 1830.

## Œuvre

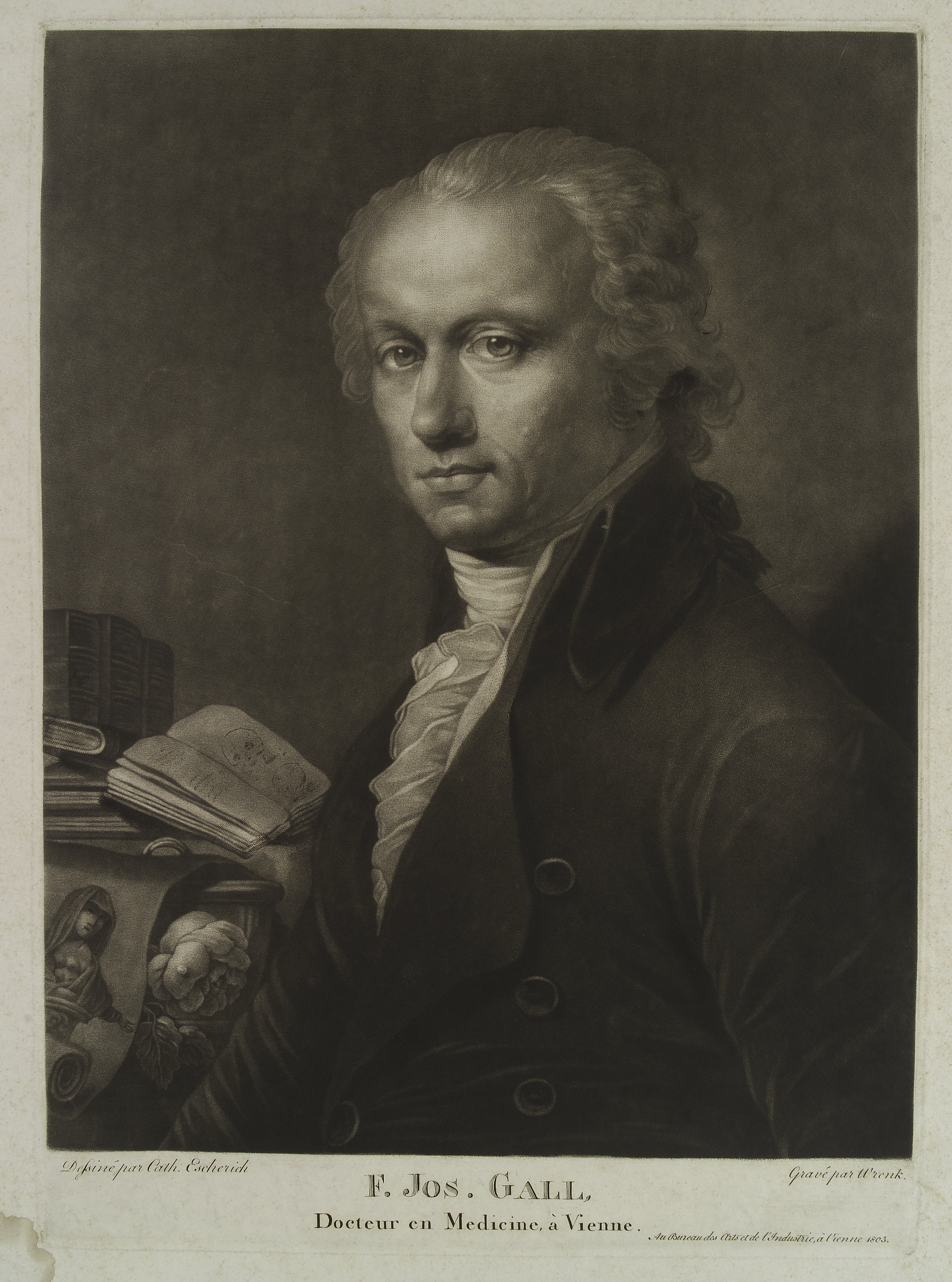
Portrait de Franz Joseph Gall (1803, d'après Catharina Escherich).

L'œuvre laissé par Wrenk compte un nombre considérable d'estampes : des portraits originaux ou bien des gravures d'interprétation d'après des maîtres passés — notamment Gentileschi, van Dyck, Rubens, Vernet, Rembrandt — ou de son époque, tels que l'autrichien Hubert Maurer ou Franz Caucig, lui aussi slovène installé à Vienne,.
À l'instar de son maître, il privilégie la technique de la manière noire et produit de très bonnes estampes, qui sont toutefois inférieures à celles des artistes contemporains anglais,.
Il a aussi exécuté des gravures d'après celles de Rembrandt.